# Sterrhochaeta aphanisis
Sterrhochaeta aphanisis là một loài bướm đêm trong họ Geometridae.